# Habib Maïga
Habib Maïga né le 1er janvier 1996 à Gagnoa en Côte d'Ivoire, est un footballeur international ivoirien qui évolue au poste de milieu de terrain au Ferencváros TC.

## Biographie

### Carrière en club

#### AS Saint-Étienne (2015-2019)
Habib Maïga passe par le centre de formation de l'AS Saint-Étienne, qu'il rejoint en 2015. D'abord intégré à l'équipe réserve, il fait ses débuts en professionnel le 4 mars 2017, lors d'un match de Ligue 1 face au SC Bastia. Ce jour-là, il est titularisé au poste d'arrière gauche, un rôle inédit pour lui, qui a l'habitude d'évoluer au milieu de terrain, et la partie se termine par un match nul (0-0). Au total, il réalise cinq apparitions en L1 lors de la saison 2016-2017, sa première dans l'élite.
Pour la saison 2017-2018, le nouvel entraîneur des Verts, Óscar García, lui donne à plusieurs reprises sa chance. Le 14 octobre 2017, il inscrit son premier but en professionnel lors d'une victoire par trois buts à un de l'ASSE contre le FC Metz, en Ligue 1. Le technicien espagnol quittant le club à la mi-saison, son successeur sur le banc stéphanois, Jean-Louis Gasset, fait moins confiance à Maïga, et le 21 février 2018, il est prêté pour la fin de saison au club russe de l'Arsenal Toula, où il ne fait qu'une apparition.

#### FC Metz (2018-2023)
Le 10 juillet 2018, Habib Maïga est prêté en Ligue 2, au FC Metz, pour la saison 2018-2019, avec une option d'achat. Il fait ses débuts le 19 octobre 2018 en championnat, lors d'une victoire face aux Chamois niortais (3-0). Il participe à la montée de l'équipe en Ligue 1, obtenue le 27 avril 2019, puis au titre de Champion de France de Ligue 2, obtenu le 3 mai 2019.
Le 28 juin 2019, le FC Metz décide de lever l'option d'achat et Habib Maïga signe un contrat de 3 ans au club. Le 6 août 2020, il prolonge pour deux saisons supplémentaires, jusqu'en 2024.

#### Ferencváros TC (depuis 2024)
Le 4 janvier 2024, le joueur quitte le FC Metz après 5 saisons au club et signe un contrat de deux ans avec le club champion en titre de Hongrie, le Ferencváros TC pour un transfert estimé à 400 000€ à six mois de la fin de son contrat avec le club lorrain.
Il dispute son premier match avec son nouveau club le 3 février 2024 face au Kisvárda FC lors de la 18ème journée de OTP Bank Liga.
Il remporte le troisième trophée de sa carrière en terminant champion de OTP Bank Liga et devient le troisième joueur ivoirien à décrocher le titre de champion de Hongrie.

### En sélection
Habib Maïga honore sa première sélection avec l'équipe nationale de Côte d'Ivoire le 6 septembre 2019, lors d'un match amical contre le Bénin. Il est titularisé et son équipe s'incline par deux buts à un.
En décembre 2021, Maïga est retenu par le sélectionneur Patrice Beaumelle pour participer à la coupe d'Afrique des nations.

## Palmarès
FC Metz
- Champion de France de Ligue 2
  - 2019

 Ferencváros TC
- Champion de Hongrie
  - 2024

  Côte d'Ivoire
- Champion d'Afrique U17
  - 2013